# Џевдет Дода
Џевдет Дода (алб. Xhevdet Doda; Призрен, 1906 — Матхаузен, мај 1945), учитељ, учесник Народноослободилачке борбе и народни херој Југославије.

## Биографија
Рођен је 1906. године у Призрену, где је завршио основну школу. Године 1923. отишао је у Албанију, где је завршио учитељску школу. Када се запослио, пошто је био противник режима Ахмета Зогуа, често је премештан из места у место. На крају се био пребачен у Тирану, где се повезао са комунистима и радичким покретом.
Пошто му је пропао план да оде у Шпанију и бори се у грађанском рату, на страни републиканске војске, остао је у Албанији, где се 1939. године активно борио против италијанске окупације. Због сталног прогања од стране италијанских окупационих власти, јуна 1941. године се вратио у родни Призрен.
По повратку у Призрен, повезао се са југословенским комунистима и постао члан Комунистичке партије Југославије. Одах се прикључио Народноослободилачком покрету и укључио у припреме за оружани устанак. Посебно се нагажовао на повезивању КП Југославије и новоосноване КП Алабније. Учествовао је на састанку представника КПЈ И КП Албаније, одржаног крајем 1941. године у Витомирици, код Пећи. Током 1942. године радио је на организовању Народноослободилачких одбора у многим местима Косова и Метохије.
Његова антифашистичка активност није остала незапажена и италијански окупатор је улагао велике напоре да га ухапси. Италијанска полиција успела је да га ухапси 1. априла 1943. године и интернира је у концентрациони логор „Порто Романо“ код Драча, у Албанији. После капитулације Италије, септембра 1943. године, заједно са осталим логорашима је ослобођен и вратио се на Косово.
По повратку на Косово, постао је командант Првог косовско-метохијског батаљона „Рамиз Садику“, који је 11. новембра 1943. године ступио у Прву македонско-косовску бригаду. Децембра 1943. године, као делегат бораца своје бригаде, учествовао је на Првом заседању Народноослободилачког одбора Косова и Метохије. На овом заседању изабран је за члана Главног одбора НО одбора Косова и Метохија.
Априла 1944. године Гестапо га је поново ухапсио и пребацио га, најпре у Тирану, па у логор на Бањици, а потом у концентрациони логор „Матхаузен“. Маја 1945. године, свега неколико дана пре ослобођења логора, убијен је међу последњим затвореницима.
Указом председника СФР Југославије Јосипа Броза Тита 26. децембра 1973. проглашен је за народног хероја.